# Кичкасы (габара)
«Кичкасы» или «Кичкас» — габара Черноморского флота Российской империи, одна из трёх габар типа «Валериан».

## Описание судна
Одна из трёх парусных габар типа «Валериан». Длина судна составляла 37,4 метра, ширина — 10,5 метра, а осадка 5 метров. Артиллерийское вооружение на судно не устанавливалось.

## История службы
Габара «Кичкасы» была спущена на воду со стапеля Кичкасской верфи в 1790 году и в том же году была включена в состав Черноморского флота России.
С 1791 по 1798 год использовалась для грузовых перевозок между портами Чёрного и Азовского морей. 
Принимала участие в войне с Францией 1798—1800 годов. В кампанию 1799 года доставила грузы из Николаева на корабли эскадры адмирала Ф. Ф. Ушакова, находящейся в Корфу. В следующем 1800 году вернулась из Корфу в Николаев.
Осенью 1800 года на габаре планировалось доставить из Николаева в Константинополь провизию и припасы для находившейся там эскадры Ф. Ф. Ушакова. В октябре того же года гружёное судно вышло из Николаева, однако в ночь на 2 (14) октября, проходя остров Фидониси, попало в шторм. Во время шторма на габаре были сильно расшатаны элементы корпуса, изорваны все паруса, повреждён руль и сломана грот-мачта. На следующий день 3 (15) октября плохо управляемая габара приблизилась к румелийскому берегу. Командир уговаривал членов экипажа не бросаться за борт, однако оно уже начинало разваливаться под ударами стихии, и людей срывало за борт. Часть членов экипажа пыталась удерживаться на сломанной фок-мачте, пока её не оторвало от судна и не унесло к берегу. В течение 16 часов, находясь в воде, лейтенант Б. А. Асланбегов наблюдал за покидавшими судно членами экипажа, и когда на габаре уже никого не осталось, сам добрался вплавь до берега. Само судно было выброшено волнами на берег в 20 верстах от входа в пролив Босфор.
Во время кораблекрушения погибло 12 членов экипажа, включая лейтенанта Гакима Махмета, штабс-капитана Петра Максимова и 10 нижних чинов. Во время шторма штурманом был потерян шханечный журнал, однако командиру удалось сохранить свой исторический журнал, который использовался Военной комиссией при разбирательствах по факту крушения. В результате разбирательств командир габары лейтенант Б. А. Асланбегов был полностью оправдан, поскольку было признано, что «крушение учинилось не от оплошности его, но от шторма и нерегулярного течения на Чёрном море».

## Командиры судна
Командирами габары «Кичкасы» в составе Российского императорского флота в разное время служили:
- лейтенант А. И. Ендогуров (1799—1800 годы)[11];
- лейтенант Б. А. Асланбегов (1800 год)[12].